# Flinders-Halbinsel
Die Flinders-Halbinsel (englisch: Flinders Peninsula) ist eine Halbinsel im Süden des australischen Bundesstaates Western Australia.
Sie bildet den östlichen Abschluss der rund 15 Kilometer langen Torndirrup Peninsula. Nördlich der Halbinsel liegt der King George Sound mit dem Ort Albany am gegenüberliegenden Ufer. Im Süden erstreckt sich das offene Meer mit der Großen Australischen Bucht als Teil des Indischen Ozeans. Flinders-Halbinsel und die nach Norden sich erstreckenden Vancouver Peninsula bilden zusammen die Frenchman Bay, Teil des King George Sounds. 
Die unerschlossene Flinders-Halbinsel ist 4,7 Kilometer lang, und an der breitesten Stelle 1,3 Kilometer breit.
Die Halbinsel gehört zum Torndirrup-Nationalpark. Zur Ostspitze führt der Bald Head Walking Trail. Von einem Parkplatz am Rande der Halbinsel sind es über Isthmus Hill und Limestone Head zum Bald Head, dem Ende der Halbinsel, und zurück 12,5 Kilometer.